# ناتان كارنيرو دي ليما
ناتان كارنيرو دي ليما (بالبرتغالية: Natan Carneiro de Lima‏) هو لاعب كرة قدم برازيلي في مركز الوسط، ولد في 8 نوفمبر 1990 في Pé de Serra ‏ في البرازيل. لعب مع نادي كريسيوما.

## وصلات خارجية
- ناتان كارنيرو دي ليما على موقع قاعدة بيانات كرة القدم.إي يو (الإنجليزية)
- ناتان كارنيرو دي ليما على موقع Soccerway.com (الإنجليزية)